# Nihilistička šifra
Nihilistička šifra ime je za simetričnu šifru koju su koristili ruski nihilisti tijekom 1880-ih za organiziranje terorističkih napada na carski režim. Osnova ove kriptografske metode je Polibijev kvadrat s izmješanom abecedom, i tajni ključ. Ova kriptografska metoda ne koristi transpoziciju niti frakcionalizaciju, te se smatra nesigurnim u svojoj osnovnoj izvedbi, no kasnije varijacije kao VIC šifra smatrane su neprobojnima.